# Provincies van Spanje

Kaart van Spaanse provincies

Spanje is onderverdeeld in 52 provincies. De meeste provincies hebben dezelfde naam als hun hoofdstad. Slechts twee steden zijn hoofdstad van autonome regio's, zonder hoofdstad te zijn van een provincie: Mérida (Extremadura) en Santiago de Compostella (Galicië).
Zeven autonome regio's bestaan uit slechts één provincie: Asturië, Balearen, Cantabrië, La Rioja, Madrid, Murcia en Navarra. Tien provincies hebben een niet-gelijknamige hoofdstad. Twee provincies maken geen deel uit van een autonome regio (Comunidad), maar van een autonoom stadsgebied: Ceuta en Melilla. De provincies zijn weer verder onderverdeeld in comarca's en gemeenten.
De provincies hebben een code van twee cijfers; evenals de Franse departementen zijn deze alfabetisch toegekend en vormen ze de begincijfers van de postcodes. Bovendien hebben ze een code van een of twee letters die men aantreft op de oudere kentekenplaten en in de nummers van provinciale wegen.
| Provincie              | Hoofdstad                  | Inw. (2018) | Autonome regio / stad | Code | Code           |
| ---------------------- | -------------------------- | ----------- | --------------------- | ---- | -------------- |
| Álava                  | Vitoria-Gasteiz            | 328.868     | Baskenland            | 01   | VI             |
| Albacete               | Albacete                   | 388.786     | Castilië-La Mancha    | 02   | AB             |
| Alicante               | Alicante                   | 1.838.819   | Valencia              | 03   | A              |
| Almería                | Almería                    | 709.340     | Andalusië             | 04   | AL             |
| Asturië                | Oviedo                     | 1.028.244   | Asturië               | 33   | O              |
| Ávila                  | Ávila                      | 158.498     | Castilië-León         | 05   | AV             |
| Badajoz                | Badajoz                    | 676.376     | Extremadura           | 06   | BA             |
| Balearen               | Palma                      | 1.128.908   | Balearen              | 07   | IB voorheen PM |
| Barcelona              | Barcelona                  | 5.609.350   | Catalonië             | 08   | B              |
| Biskaje                | Bilbao                     | 1.149.628   | Baskenland            | 48   | BI             |
| Burgos                 | Burgos                     | 357.070     | Castilië-León         | 09   | BU             |
| Cáceres                | Cáceres                    | 396.487     | Extremadura           | 10   | CC             |
| Cádiz                  | Cádiz                      | 1.238.714   | Andalusië             | 11   | CA             |
| Cantabrië              | Santander                  | 580.229     | Cantabrië             | 39   | S              |
| Castellón              | Castellón de la Plana      | 576.898     | Valencia              | 12   | CS             |
| Ceuta                  | Ceuta                      | 85.144      | Ceuta                 | 51   | CE             |
| Ciudad Real            | Ciudad Real                | 499.100     | Castilië-La Mancha    | 13   | CR             |
| Córdoba                | Córdoba                    | 785.240     | Andalusië             | 14   | CO             |
| A Coruña               | A Coruña                   | 1.119.351   | Galicië               | 15   | C              |
| Cuenca                 | Cuenca                     | 197.222     | Castilië-La Mancha    | 16   | CU             |
| Girona                 | Girona                     | 761.947     | Catalonië             | 17   | GI voorheen GE |
| Granada                | Granada                    | 912.075     | Andalusië             | 18   | GR             |
| Guadalajara            | Guadalajara                | 254.308     | Castilië-La Mancha    | 19   | GU             |
| Gipuzkoa               | San Sebastián              | 720.592     | Baskenland            | 20   | SS             |
| Huelva                 | Huelva                     | 519.932     | Andalusië             | 21   | H              |
| Huesca                 | Huesca                     | 219.345     | Aragón                | 22   | HU             |
| Jaén                   | Jaén                       | 638.099     | Andalusië             | 23   | J              |
| León                   | León                       | 463.746     | Castilië-León         | 24   | LE             |
| Lleida                 | Lleida                     | 432.866     | Catalonië             | 25   | L              |
| Lugo                   | Lugo                       | 331.327     | Galicië               | 27   | LU             |
| Madrid                 | Madrid                     | 6.578.079   | Madrid                | 28   | M              |
| Málaga                 | Málaga                     | 1.641.121   | Andalusië             | 29   | MA             |
| Melilla                | Melilla                    | 86.384      | Melilla               | 52   | ML             |
| Murcia                 | Murcia                     | 1.478.509   | Murcia                | 30   | MU             |
| Navarra                | Pamplona                   | 647.554     | Navarra               | 31   | NA             |
| Ourense                | Ourense                    | 309.293     | Galicië               | 32   | OU voorheen OR |
| Palencia               | Palencia                   | 162.035     | Castilië-León         | 34   | P              |
| Las Palmas             | Las Palmas de Gran Canaria | 1.109.175   | Canarische Eilanden   | 35   | GC             |
| Pontevedra             | Pontevedra                 | 941.772     | Galicië               | 36   | PO             |
| La Rioja               | Logroño                    | 315.675     | La Rioja              | 26   | LO             |
| Salamanca              | Salamanca                  | 331.473     | Castilië-León         | 37   | SA             |
| Santa Cruz de Tenerife | Santa Cruz de Tenerife     | 1.018.510   | Canarische Eilanden   | 38   | TF             |
| Segovia                | Segovia                    | 153.342     | Castilië-León         | 40   | SG             |
| Sevilla                | Sevilla                    | 1.939.887   | Andalusië             | 41   | SE             |
| Soria                  | Soria                      | 88.600      | Castilië-León         | 42   | SO             |
| Tarragona              | Tarragona                  | 795.902     | Catalonië             | 43   | T              |
| Teruel                 | Teruel                     | 134.572     | Aragón                | 44   | TE             |
| Toledo                 | Toledo                     | 687.391     | Castilië-La Mancha    | 45   | TO             |
| Valencia               | Valencia                   | 2.547.986   | Valencia              | 46   | V              |
| Valladolid             | Valladolid                 | 519.851     | Castilië-León         | 47   | VA             |
| Zamora                 | Zamora                     | 174.549     | Castilië-León         | 49   | ZA             |
| Zaragoza               | Zaragoza                   | 954.811     | Aragón                | 50   | Z              |